# Ola Ringdahl
Ola Martin Ringdahl, född 7 januari 1972, är en svensk företagsledare.
Ringdahl gick Försvarets Tolkskola 1991–1992. På 1990-talet utbildade Ringdahl sig vid Handelshögskolan i Stockholm, där han också var Handelshögskolans i Stockholm studentkårs ordförande 1995–1996. Ringdahl arbetade i fem år (1998–2003) på konsultfirman McKinsey & Co, därefter i olika funktioner inom industriföretaget Crawford och sedermera Assa Abloy Entrance Systems 2003–2011. Han var regiondirektör inom Capio Sjukvård 2011–2013. Åren 2013–2018 var Ringdahl koncernchef för teknikföretaget Nord-Lock Group, helägt av investmentbolaget Latour.
Sedan juni 2018 är Ringdahl koncernchef för Lindab med dryga 5 000 anställda. Han är även styrelseledamot i Sydsvenska Industri- och Handelskammarens Service AB samt styrelsesuppleant i NiRiDent AB.
Ringdahl har gett ut två böcker, Kapstaden till Nordkap på 333 dagar (2005) och Tembas Äventyr - Från Sverige till Kambodja i ett rött UFO (2013).  Båda böckerna handlar om familjens långresor med Land Rover.
Ringdahl har fyra barn och bor i Malmö.